# Monte Veve
O monte Veve é um vulcão extinto em Kolombangara, nas Ilhas Salomão. Tem 1768 metros de altitude e é o ponto mais alto da ilha.